# Souadjkarê
Souadjkarê est un roi de la XIIIe dynastie. 

## Attestations
Il n'est connu que par sa mention sur le Canon royal de Turin, à la position 7.13, dans lequel la longueur du règne qui lui est attribué n'est pas préservée. Ryholt a proposé que le nombre de jours, partiellement conservé, allait de 11 à 14.
Le roi ne doit pas être confondu avec Souadjkarê Hori, roi plus tardif de la XIIIe dynastie, ou avec Souadjkarê II, nom d'un éphémère roi de la XIVe dynastie, connu seulement du Canon royal de Turin.